# Duiventil

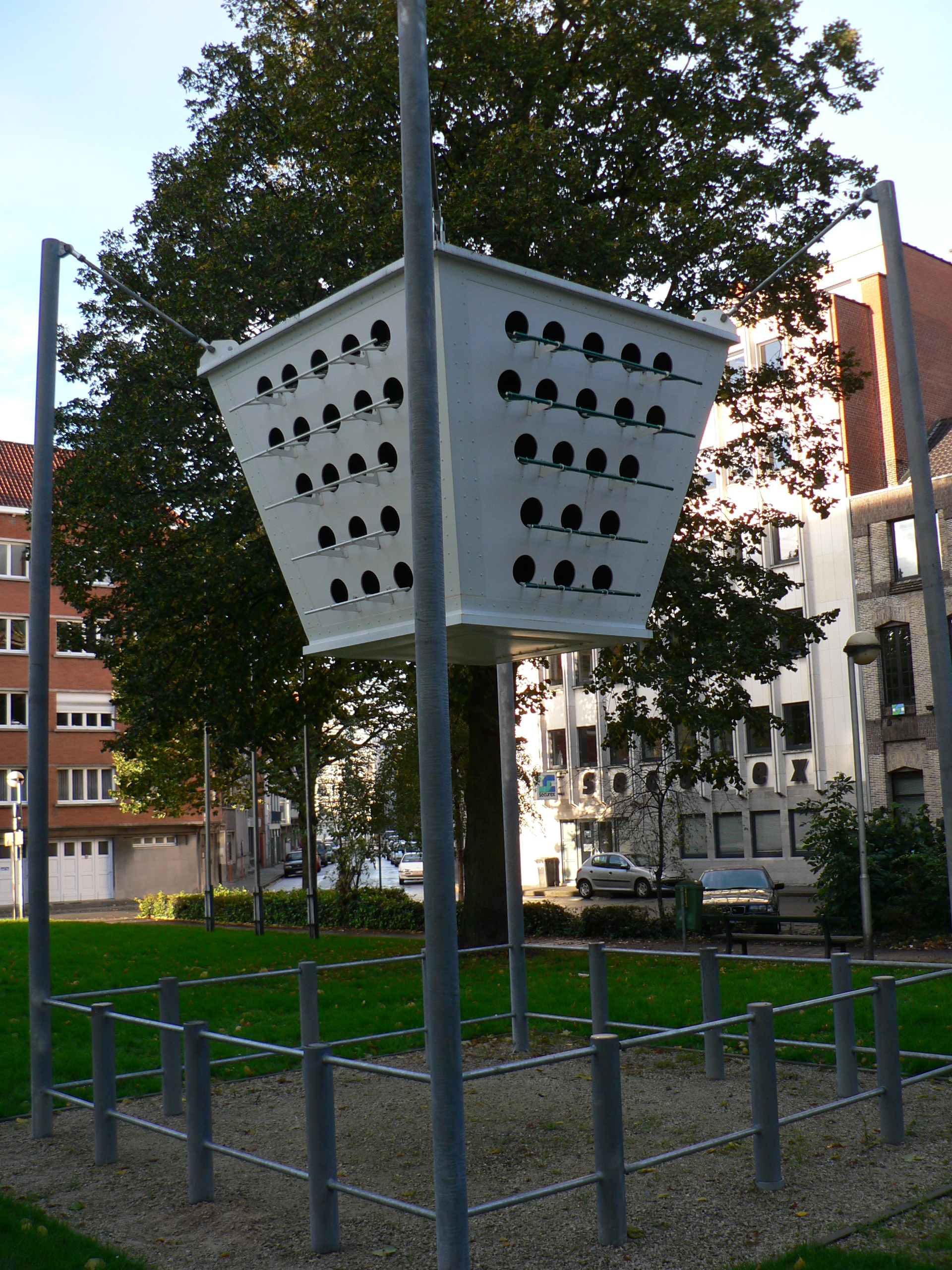
In Vlaanderen worden sinds 2005 duiventillen geplaatst om de wilde stadsduiven-populatie binnen de perken te kunnen houden. Voormalige duiventil aan het conservatorium in Kortrijk

Een duiventil, duivenkot of duivenhok is een ruimte om duiven in te kweken.
Oude (stenen) duiventorens zijn nog op enkele plaatsen te vinden, zoals bij de havezate Mensinge in Roden en de Menkemaborg in Uithuizen. De duiven werden er voornamelijk gehouden voor de consumptie.

## Overlast
In Vlaanderen worden sinds 2005 duiventillen geplaatst om de wilde stadsduiven-populatie binnen de perken te kunnen houden door broedeieren te verwisselen met kunsteieren. Duivenoverlast wordt op deze manier teruggedrongen. Door het beperken van het voedselaanbod in de stad, zullen de duiven in de duiventillen naar eten komen zoeken. Er wordt vers voer en water aangeboden, zodat de duiven niet ziek worden. Bovendien kunnen de dieren er ook slapen en broeden.
Door de duiventillen en hun omgeving schoon te houden, wordt de overlast door ratten en vliegen die op etensresten en vogelmest afkomen, beperkt. Zie ook: tillenmethode.
Kleine houten duiventillen worden vaak op een paal geplaatst. Ze zijn eenvoudiger van constructie dan duiventorens.

## Trivia
Duiventil wordt soms in figuurlijke zin gebruikt voor een project waar mensen steeds komen en gaan, net als de duiven de til steeds in en uit vliegen. 